# Erick Luis Conrado Carvalho
Erick Luis Conrado Carvalho (Nova Lima, 14 de novembro de 1997) é um futebolista brasileiro que atua como volante. Atualmente joga pelo Bahia.

## Carreira

### Início
Nascido em Nova Lima, Minas Gerais, Erick iniciou seus primeiros passos no futebol em diversos projetos sociais de futebol aos 5 anos, alternando entre o futebol de campo com o futsal. Aos 17 anos de idade, foi fazer testes no Figueirense. Erick ficou por duas semanas no time catarinense. O treinador até gostou do garoto, mas não podia ter um terceiro lateral no time, posição em que ele jogava na época, e veio a dispensa.
Após ser desaprovado nos testes do Figueirense, Erick conseguiu um teste em Cambé, município vizinho de Londrina, no norte do estado do Paraná. Porém, por falta de alojamento durante os testes, Erick desistiu e voltou para Minas Gerais.

### Vila Nova
Assim, começou sua carreira nas categorias de base do Villa Nova, time da sua cidade natal.

### Arapongas
Em 2016, Erick se profissionalizou no time do Arapongas. Foram oito meses defendendo o clube, jogando o Campeonato Paranaense Sub-19 e a Terceira Divisão. Nos primeiros anos no futebol, Erick atuou em diversas posições como a de atacante, lateral-direito e zagueiro, até se adaptar na posição de meio-campista.

### PSTC
No final de 2016, suas atuações pelo Arapongas chamaram a atenção do PSTC, clube no qual contratou Erick para a temporada de 2017. Fez sua estreia em 29 de janeiro, entrando como titular em um empate em casa com o Toledo por 1–1, pelo Campeonato Paranaense de 2017. Seu primeiro gol no clube aconteceu em 4 de fevereiro, em um empate fora de casa por 2–2 com o Atlético Paranaense. Sua primeira partida na Série D aconteceu em 21 de maio, entrando como substituto em uma derrota fora de casa por 1–0 para o Metropolitano, pela Série D de 2017.
Pelo PSTC, fez 17 jogos e marcou um gol.

### Operário Ferroviário
Erick foi emprestado ao Operário Ferroviário em 2017 para jogar na base, após se destacar pelo sub-23, foi integrado ao profissional em 2018. Sua estreia aconteceu em 4 de março, entrando como titular e marcando o seu primeiro gol pela equipe na vitória em casa por 4–1 sobre o Rolândia, pela Segunda Divisão do Campeonato Paranaense de 2018. Sua primeira partida na Série C aconteceu em 15 de abril, entrando como substituto em uma vitória em casa por 1–0 sobre o Volta Redonda, pela Série C de 2018.
Erick foi um dos jogadores que mais se destacaram na campanha do Operário Ferroviário na Segunda Divisão do Campeonato Paranaense de 2018 e na Série C de 2018, vivendo uma fase goleadora e decisiva para a equipe, sendo campeão em ambos os campeonatos. Ao todo, foram 23 partidas e 7 gols.

### Athletico Paranaense
Em 28 de setembro de 2018, acertou sua ida ao Athletico Paranaense, por um contrato até 2022. Fez sua estreia em 19 de janeiro de 2019, entrando como substituto em uma derrota em casa por 1–0 para o Cascavel CR, pelo Campeonato Paranaense de 2019. Seu primeiro gol no clube aconteceu em 27 de janeiro, em uma vitória fora de casa por 2–0 sobre o Rio Branco-PR.
Sua primeira partida em um Campeonato Brasileiro aconteceu em 5 de maio, entrando como titular em um empate fora de casa por 1–1 com a Chapecoense, pela Série A de 2019. A primeira partida de Erick em uma competição continental aconteceu em 9 de maio, entrando como titular em uma derrota fora de casa por 2–1 para o Boca Juniors, pela Copa Libertadores da América de 2019.
Na temporada de 2019 pelo Athletico Paranaense, Erick viveu uma grande fase na carreira, aonde foi campeão do Campeonato Paranaense, da Copa Suruga Bank e da Copa do Brasil. Em 14 de janeiro de 2020, Erick renovou seu contrato com o clube até 2025.

### Bahia
Em janeiro de 2025, o Bahia anunciou a contratação do volante Erick. Para assinar com o jogador até o fim de 2029, o Tricolor vai pagar em torno dos 4,5 milhões de euros (aproximadamente R$ 28,7) ao Athletico.

## Estatísticas
Atualizado até 8 de dezembro de 2024.

### Clubes
| Equipe               | Temporada         | Campeonato nacional | Campeonato nacional | Campeonato nacional | Copa nacional[a] | Copa nacional[a] | Copa nacional[a] | Competições continentais[b] | Competições continentais[b] | Competições continentais[b] | Outros torneios[c] | Outros torneios[c] | Outros torneios[c] | Total | Total | Total   |
| Equipe               | Temporada         | Jogos               | Gols                | Assist.             | Jogos            | Gols             | Assist.          | Jogos                       | Gols                        | Assist.                     | Jogos              | Gols               | Assist.            | Jogos | Gols  | Assist. |
| -------------------- | ----------------- | ------------------- | ------------------- | ------------------- | ---------------- | ---------------- | ---------------- | --------------------------- | --------------------------- | --------------------------- | ------------------ | ------------------ | ------------------ | ----- | ----- | ------- |
| Arapongas            | 2016              | —                   | —                   | —                   | —                | —                | —                | —                           | —                           | —                           | 16                 | 3                  | 0                  | 16    | 3     | 0       |
| Arapongas            | Total             | 0                   | 0                   | 0                   | 0                | 0                | 0                | 0                           | 0                           | 0                           | 16                 | 3                  | 0                  | 16    | 3     | 0       |
| PSTC                 | 2017              | 6                   | 0                   | 0                   | 2                | 0                | 0                | —                           | —                           | —                           | 9                  | 1                  | 0                  | 17    | 1     | 0       |
| PSTC                 | Total             | 6                   | 0                   | 0                   | 2                | 0                | 0                | 0                           | 0                           | 0                           | 9                  | 1                  | 0                  | 17    | 1     | 0       |
| Operário-PR          | 2018              | 20                  | 4                   | 0                   | —                | —                | —                | —                           | —                           | —                           | 3                  | 3                  | 0                  | 23    | 7     | 0       |
| Operário-PR          | Total             | 20                  | 4                   | 0                   | 0                | 0                | 0                | 0                           | 0                           | 0                           | 3                  | 3                  | 0                  | 23    | 7     | 0       |
| Athletico Paranaense | 2019              | 14                  | 1                   | 0                   | 1                | 0                | 0                | 1                           | 0                           | 0                           | 13                 | 2                  | 0                  | 29    | 3     | 0       |
| Athletico Paranaense | 2020              | 19                  | 0                   | 1                   | 2                | 1                | 0                | 8                           | 0                           | 1                           | 7                  | 0                  | 0                  | 36    | 1     | 2       |
| Athletico Paranaense | 2021              | 25                  | 0                   | 1                   | 7                | 0                | 0                | 10                          | 0                           | 0                           | 2                  | 1                  | 0                  | 44    | 1     | 1       |
| Athletico Paranaense | 2022              | 31                  | 3                   | 0                   | 5                | 0                | 0                | 11                          | 0                           | 1                           | 3                  | 0                  | 0                  | 50    | 4     | 1       |
| Athletico Paranaense | 2023              | 33                  | 4                   | 4                   | 6                | 0                | 0                | 8                           | 1                           | 0                           | 12                 | 3                  | 2                  | 59    | 8     | 6       |
| Athletico Paranaense | 2024              | 34                  | 3                   | 1                   | 6                | 0                | 0                | 9                           | 1                           | 0                           | 15                 | 2                  | 1                  | 64    | 6     | 2       |
| Athletico Paranaense | Total             | 156                 | 11                  | 7                   | 27               | 1                | 0                | 47                          | 2                           | 2                           | 52                 | 8                  | 3                  | 282   | 23    | 12      |
| Bahia                | 2025              | 0                   | 0                   | 0                   | 0                | 0                | 0                | 0                           | 0                           | 0                           | 0                  | 0                  | 0                  | 0     | 0     | 0       |
| Bahia                | Total             | 0                   | 0                   | 0                   | 0                | 0                | 0                | 0                           | 0                           | 0                           | 0                  | 0                  | 0                  | 0     | 0     | 0       |
| Total na carreira    | Total na carreira | 182                 | 15                  | 7                   | 29               | 1                | 0                | 47                          | 2                           | 2                           | 80                 | 15                 | 3                  | 338   | 34    | 11      |

- a. ^ Jogos da Copa do Brasil
- b. ^ Jogos da Copa Libertadores da América, Copa Sul-Americana e Recopa Sul-Americana
- c. ^ Jogos do Campeonato Paranaense (Primeira Divisão e Segunda Divisão) e Supercopa do Brasil

## Títulos
Operário Ferroviário
- Campeonato Paranaense - Segunda Divisão: 2018
- Campeonato Brasileiro - Série C: 2018

Athletico Paranaense
- Campeonato Paranaense: 2019, 2020, 2023 e 2024
- Copa Suruga Bank: 2019
- Copa do Brasil: 2019
- Copa Sul-Americana: 2021[32]

Bahia
- Campeonato Baiano: 2025[33]